# 塔馬爾派斯瓦利
塔馬爾派斯瓦利是位於美國加利福尼亞州馬林縣的一個非建制地區。該地的面積2.05平方公里，人口11,492，人口密度為5,600人/平方公里。

## 地理
該地的座標為37°52′47″N 122°32′45″W / 37.87972°N 122.54583°W，而該地的平均海拔高度為33米（即108英尺）。